# Rotatiegroep
In de mechanica en de meetkunde is de rotatiegroep de groep van alle rotaties rondom de oorsprong van driedimensionale euclidische ruimte {\displaystyle \mathbb {R} ^{3}} onder de operatie van samenstelling. Per definitie is een rotatie rondom de oorsprong een lineaire transformatie die de lengte van vectoren bewaart (het is een isometrie) en bewaart deze rotatie de oriëntatie (dat wil zeggen handedness) van de ruimte. Een lengtebewarende transformatie die de oriëntatie omkeert wordt een oneigenlijke rotatie genoemd. Elke oneigenlijke rotatie van de driedimensionale euclidische ruimte is een spiegeling in een vlak door de oorsprong.
Het samenstellen van twee rotaties resulteert in een andere rotatie; iedere rotatie heeft een unieke inverse rotatie en de identiteitsfunctie voldoet aan de definitie van een rotatie. Door deze bovengenoemde eigenschappen, is de verzameling van alle rotaties een groep onder samenstelling. Bovendien heeft de rotatiegroep een natuurlijke variëteitsstructuur voor welke de groepsbewerkingen glad is; het is in feite dus een Lie-groep. De rotatiegroep wordt vaak aangeduid met SO(3), of ook wel met {\displaystyle \mathrm {SO} _{3}(\mathbb {R} )}.

## Lengte en hoek
Naast lengte bewaren rotaties ook de hoeken tussen vectoren. Dit volgt uit het feit dat het standaard inwendig product tussen twee vectoren u en v puur in termen van lengte kan worden geschreven:
{\displaystyle \mathbf {u} \cdot \mathbf {v} ={\tfrac {1}{2}}\left(\|\mathbf {u} +\mathbf {v} \|^{2}-\|\mathbf {u} \|^{2}-\|\mathbf {v} \|^{2}\right).}
Hieruit volgt dat elke lengtebehoudende transformatie in {\displaystyle \mathbb {R} ^{3}} het inwendig product bewaart, en dus de hoek tussen de vectoren. Rotaties worden vaak gedefinieerd als lineaire transformaties die het inwendig product op {\displaystyle \mathbb {R} ^{3}} bewaren. Dit is gelijkwaardig aan hen te vereisen de lengte te bewaren.

## Orthogonale matrices en rotatie
Elke rotatie beeldt een orthonormale basis van {\displaystyle \mathbb {R} ^{3}} af op een andere orthonormale basis. Zoals elke lineaire transformatie van eindigdimensionale vectorruimten, kan een rotatie altijd worden weergegeven door een matrix. We tonen dit als volgt aan:
Zij {\displaystyle R} een gegeven rotatie. Met betrekking tot de standaardbasis {\displaystyle (e_{1},e_{2},e_{3})} van {\displaystyle \mathbb {R} ^{3}} worden de kolommen van {\displaystyle R} gegeven door {\displaystyle (Re_{1},Re_{2},Re_{3})}. Aangezien de standaardbasis orthonormaal is, vormen de kolommen van {\displaystyle R} een andere orthonormale basis. Deze orthonormaliteitsvoorwaarde kan worden uitgedrukt in de vorm
{\displaystyle R^{T}R=\mathbb {I} _{3}}
waar {\textstyle R^{T}} de getransponeerde matrix van {\displaystyle R} aanduidt en waar {\displaystyle \mathbb {I} _{3}} de 3 × 3 de identiteitsmatrix is. Matrices waarvoor deze eigenschap opgaat worden orthogonale matrices genoemd. De groep van alle 3 × 3 orthogonale matrices wordt aangeduid door O(3), en bestaat uit alle eigenlijke en oneigenlijke rotaties. Orthogonale matrices hebben dus de eigenschap dat hun getransponeerde ook hun inverse is.
Naast het behoud van lengte moeten eigenlijke rotaties ook de oriëntatie behouden. Een matrix zal oriëntatie behouden of juist omkeren al naargelang de determinant van de matrix positief of negatief is. Merk voor een orthogonale matrix {\displaystyle R} op dat {\displaystyle \det R=\det R^{T}} impliceert dat {\displaystyle \det R^{2}=\mathbb {I} _{3}}, zodat {\displaystyle \det R=\pm 1}. De deelgroep van orthogonale matrices met determinant 1 wordt de speciale orthogonale groep genoemd en aangeduid met SO(3).
Iedere rotatie kan dus uniek worden weergegeven door een orthogonale matrix met de eenheidsdeterminant. Aangezien de samenstelling van rotaties verder overeenkomt met matrixvermenigvuldiging, is de rotatiegroep isomorf met de speciale orthogonale groep SO(3).
Oneigenlijke rotaties komen overeen met orthogonale matrices met determinant −1. Zij vormen geen groep, omdat het product van twee oneigenlijke rotaties een eigenlijke rotatie is.

## Groepsstructuur
De rotatiegroep is een groep onder functiecompositie (of op equivalente wijze het product van lineaire transformaties). Het is een deelgroep van de algemene lineaire groep, bestaande uit alle inverteerbare lineaire transformaties van de euclidische ruimte.
Bovendien is de rotatiegroep niet-Abels. Dat wil zeggen dat de volgorde, waarin de rotaties zijn samengesteld, een verschil maakt. Een kwartslag rond de positieve x-as, gevolgd door een kwartslag rond de positieve y-as is bijvoorbeeld een andere rotatie dan de rotatie die wordt verkregen door eerst om y en vervolgens om x te roteren.
De orthogonale groep, bestaande uit alle eigenlijke en oneigenlijke rotaties, wordt gegenereerd door reflecties. Elke eigenlijke rotatie is de samenstelling van twee reflecties, een speciaal geval van de stelling van Cartan-Dieudonné. Elke oneigenlijke rotatie is een reflectie.

## Rotatie-as
Elke niet-triviaal correcte rotatie in 3 dimensies legt een unieke eendimensionale lineaire deelruimte van R3 vast, die de rotatie-as wordt genoemd (dit is rotatiestelling van Euler). Ieder van deze rotaties werkt als een gewone tweedimensionale rotatie in het vlak loodrecht op deze as. Aangezien elke tweedimensionale rotatie weergegeven kan worden door een hoek φ, een willekeurige driedimensionale rotatie kan worden gespecificeerd door een rotatie-as, samen met een rotatiehoek om deze as. (Technisch dient men een oriëntatie voor de as te specificeren, en of de rotatie met de klok mee of tegen de klok in wordt uitgevoerd met betrekking tot deze oriëntatie).
Een rotatie tegen de klok in om de positieve z-rotatie-as door een hoek φ wordt gegeven door
{\displaystyle R_{z}(\phi )={\begin{bmatrix}\cos \phi &-\sin \phi &0\\\sin \phi &\cos \phi &0\\0&0&1\end{bmatrix}}.}
Laat, gegeven een eenheidsvector {\displaystyle n} in {\displaystyle \mathbb {R} ^{3}} en een hoek {\displaystyle \varphi }, {\displaystyle R(\varphi ,n)} een rotatie tegen de klok in weergeven om de as door {\displaystyle n} (met oriëntatie bepaald door {\displaystyle n}). Dan geldt:
- voor elke {\displaystyle n} is R(0, n) de identieke transformatie
- R(φ, n) = R(−φ, −n)
- R(π + φ, n) = R(π − φ, −n).

Met behulp van deze eigenschappen kan men laten zien dat elke rotatie kan worden weergegeven door een unieke hoek φ in het bereik van 0 ≤ φ ≤ π en een eenheidsvector n, zodanig dat
- n niet uniek bepaald is als φ = 0
- n uniek bepaald is als 0 < φ < π
- n uniek is op teken na als φ = π (dat wil zeggen dat de rotatie R(π, ±n) identiek is).